# 奇幻遊樂園
《奇幻遊樂園》（英語：Wonder Park）是一部於2019年上映的西班牙、美國合製3D冒險喜劇電影，由派拉蒙動畫、尼可羅頓影業和伊利安動畫工作室制作，派拉蒙影業發行。電影於2019年3月15日在美國上映。

## 劇情
一個擁有工程設計天份的早熟八歲小女孩茱恩，想像出一座雄偉壯觀的奇幻遊樂園，卻沒想到有一天竟然成為真實。但是當她鍾愛的遊樂園受到毀滅的威脅，只有她才能夠拯救她的精心傑作....

## 配音員
| 配音              | 配音          | 配音   | 配音                                                                        | 角色                  |
| 美國              | 台灣          | 香港   | 大陸                                                                        | 角色                  |
| ----------------- | ------------- | ------ | --------------------------------------------------------------------------- | --------------------- |
| 布里安娜·丹普西克 | 賴昱茜        | 費愷澄 | 张琦                                                                        | Cameron "June" Bailey |
| 肯·哈德森·坎貝爾  | 夏治世        | 姜皓文 | 刘北辰                                                                      | Boomer                |
| 珍妮佛·嘉納       | 陳曉月        | 顧詠雪 | 吴迪                                                                        | Mrs. Bailey           |
| 馬修·柏德瑞克     | 鈕凱暘        | 李家傑 | 曹真                                                                        | Mr. Bailey            |
| 肯南·湯普森       | 昌璟翔        |        | 刘圣博                                                                      | 蓋斯                  |
| 鄭肯              | 張立東        |        | 许棕哲                                                                      | 庫柏                  |
| 諾伯特·李奧·巴茨  | 王辰驊        | 柯偉聰 | 刘风                                                                        | Peanut                |
| 蜜拉·庫妮絲       | 陳貞伃        | 周恩恩 | 周帅                                                                        | Greta                 |
| 約翰·奧利佛       | 謝一帆        | 伍博民 | 张欣                                                                        | 史蒂夫                |
| 凱文·錢柏林       | 陳國偉        |        |                                                                             | Uncle Tony            |
| 凱特·索西         |               |        |                                                                             | Bus Counselor Shannon |
|                   | 穆宣名 孫若瑜 |        | 武向彤 裴致莹 赛畅 陈瑜瑾 张若瑜 夏恬 蔡越昊 何佳易 梁依林 王肖兵 谢莹 张超 |                       |

## 製作
2015年10月，派拉蒙動畫宣佈下一部電影將是《奇幻遊樂園》，由皮克斯動畫工作室動畫師狄倫·布朗製作他的導演處女作。馬修·波特歷、珍妮佛·嘉納、傑弗里·塔伯、肯南·湯普森、鄭肯、米娜·古妮絲、約翰·奧利佛和布里安娜·丹斯克將為電影配音。

## 發行
2015年宣佈，電影將於2019年3月22日上映。2017年1月，電影推前至2018年7月13日上映。幾個月後，電影延遲至2018年8月10日上映。2017年8月，電影再度延遲至2019年3月15日上映。

### 評價
爛番茄根據102條評論，得到33%的新鮮度，平均得分4.79/10。在Metacritic上，電影獲得了45分，本片的評價以負評居多。

## 外部連結
- 互联网电影数据库（IMDb）上《奇幻遊樂園》的资料（英文）
- Box Office Mojo上《奇幻遊樂園》的資料（英文）
- 爛番茄上《奇幻遊樂園》的資料（英文）
- AllMovie上《奇幻遊樂園》的资料（英文）
- Metacritic上《奇幻遊樂園》的資料（英文）
- 開眼電影網上《奇幻遊樂園》的資料（繁體中文）
- Yahoo奇摩電影上《奇幻遊樂園》的資料（繁體中文）
- 雅虎香港電影上《奇幻遊樂園》的資料（繁體中文）
- 豆瓣电影上《奇幻遊樂園》的資料 （简体中文）
- 时光网上《奇幻遊樂園》的資料（简体中文）